# Football Club Chiasso 2019-2020
Questa voce raccoglie le informazioni riguardanti il Football Club Chiasso nelle competizioni ufficiali della stagione 2019-2020.

## Stagione
Nella stagione 2019-2020 il Chiasso, allenato da Stefano Maccoppi e Alessandro Lupi, concluse il campionato di Challenge League al 10º posto. In Coppa Svizzera il Chiasso fu eliminato al primo turno dal Bulle.

## Rosa
| N. |                      | Ruolo | Calciatore           |
| -- | -------------------- | ----- | -------------------- |
| 1  | Italia (bandiera)    | P     | Alessandro Guarnone  |
| 2  | Svizzera (bandiera)  | C     | Armend Zahaj         |
| 3  | Svizzera (bandiera)  | D     | Bastien Conus        |
| 4  | Kosovo (bandiera)    | D     | Kreshnik Hajrizi     |
| 6  | Svizzera (bandiera)  | C     | Rocco Keller         |
| 7  | Serbia (bandiera)    | C     | Merlin Hadzi         |
| 8  | Svizzera (bandiera)  | C     | Robin Huser          |
| 9  | Uruguay (bandiera)   | A     | Rodrigo Pollero      |
| 11 | Francia (bandiera)   | C     | Sofian Bahloul       |
| 13 | Svizzera (bandiera)  | D     | Bruno Martignoni     |
| 14 | Svizzera (bandiera)  | C     | Alexis Antunes       |
| 15 | Serbia (bandiera)    | C     | Edmond Berzati       |
| 16 | Kosovo (bandiera)    | A     | Leutrim Kryeziu      |
| 17 | Svizzera (bandiera)  | D     | Fabio Dixon          |
| 19 | Argentina (bandiera) | D     | Gonzalo Gamarra      |
| 20 | Germania (bandiera)  | C     | Sebastian Malinowski |

| N. |                       | Ruolo | Calciatore          |
| -- | --------------------- | ----- | ------------------- |
| 21 | Svizzera (bandiera)   | D     | Giuseppe Aquaro     |
| 22 | Portogallo (bandiera) | A     | Mickael Almeida     |
| 23 | Svizzera (bandiera)   | C     | Stefan Wolf         |
| 24 | Svizzera (bandiera)   | A     | Matteo Martorana    |
| 25 | Svizzera (bandiera)   | P     | Alessio Bellante    |
| 27 | Svizzera (bandiera)   | C     | Izer Aliu           |
| 30 | Svizzera (bandiera)   | C     | Leart Ibderdemaj    |
| 33 | Svizzera (bandiera)   | D     | Hervé Epitaux       |
| 47 | Svizzera (bandiera)   | A     | Patrick Rossini     |
| 49 | Lituania (bandiera)   | C     | Svajūnas Čyžas      |
| 57 | Francia (bandiera)    | A     | Younés Bnou Marzouk |
| 70 | Svizzera (bandiera)   | P     | Loïc Jacot          |
| 72 | Svizzera (bandiera)   | C     | Siyar Doldur        |
| 77 | Italia (bandiera)     | D     | Matteo Piccinni     |
| 88 | Italia (bandiera)     | P     | Justyn D'Ippolito   |
|    | Uruguay (bandiera)    | A     | Joaquín Ardaiz      |

## Organigramma societario
Area tecnica
- Allenatore: Alessandro Lupi
- Allenatore in seconda: Giuseppe Misso
- Preparatore dei portieri: Nicola Muto
- Preparatori atletici:

## Calciomercato

### Sessione estiva
| Acquisti | Acquisti            | Acquisti         | Acquisti |
| R.       | Nome                | da               | Modalità |
| -------- | ------------------- | ---------------- | -------- |
| P        | Loïc Jacot          | Lucerna          |          |
| A        | Younés Bnou Marzouk | Lugano           |          |
| C        | Alexis Antunes      | Servette         |          |
| A        | Leutrim Kryeziu     | Lugano           |          |
| C        | Valentino Pugliese  | Sciaffusa        |          |
| P        | Justyn D'Ippolito   | Como             |          |
| C        | Merlin Hadzi        | Rapperswil-Jona  |          |
| A        | Mickael Almeida     | Sion II          |          |
| D        | Hervé Epitaux       | Sion             |          |
| P        | Alexander Muci      | Lugano           |          |
| C        | Siyar Doldur        | Sion II          |          |
| C        | Stefan Wolf         | Lucerna          |          |
| D        | Gonzalo Gamarra     | Senglea Athletic |          |
| C        | Edmond Berzati      | Bellinzona       |          |
| D        | Bastien Conus       | Basilea II       |          |
| D        | Fabio Dixon         | Zurigo           |          |
| A        | Ivan Facchin        | Sion II          |          |
| P        | Alessandro Guarnone | Chiasso II       |          |
| D        | Kreshnik Hajrizi    | Young Boys II    |          |
| C        | Robin Huser         | Basilea          |          |
| A        | Karim Rossi         | Telstar          |          |
| A        | Danijel Šturm       | Mendrisio        |          |

| Cessioni | Cessioni             | Cessioni            | Cessioni |
| R.       | Nome                 | a                   | Modalità |
| -------- | -------------------- | ------------------- | -------- |
| C        | Fábio Gomes          | Stade Nyonnais      |          |
| C        | Junior Nzila         | Paradiso            |          |
| A        | Danijel Šturm        | Bilje               |          |
| P        | Alexander Muci       | Lugano              |          |
| C        | Mattia El Hilali     | Gubbio              |          |
| P        | Thomas Candeloro     | Virtus Bergamo      |          |
| C        | Robin Adamczyk       | Black Stars Basilea |          |
| D        | Adonis Ajeti         | San Gallo           |          |
| D        | Elia Alessandrini    | Kriens              |          |
| C        | Francesco Giorno     | Parma               |          |
| C        | Stefano Guidotti     | Lugano              |          |
| A        | Zoran Josipovic      | Beroe               |          |
| D        | Matías Malvino       | Defensor Sporting   |          |
| A        | Carlo Manicone       | Lugano              |          |
| A        | Nicolae Milinceanu   | Vaduz               |          |
| C        | Nikola Milosavljević | Sion                |          |

### Sessione invernale
| Acquisti | Acquisti        | Acquisti            | Acquisti |
| R.       | Nome            | da                  | Modalità |
| -------- | --------------- | ------------------- | -------- |
| C        | Izer Aliu       | Zurigo              |          |
| A        | Patrick Rossini | Aarau               |          |
| D        | Matteo Piccinni | Bisceglie           |          |
| A        | Joaquín Ardaiz  | Vancouver Whitecaps |          |

| Cessioni | Cessioni      | Cessioni       | Cessioni |
| R.       | Nome          | a              | Modalità |
| -------- | ------------- | -------------- | -------- |
| A        | Karim Rossi   | AFC Eskilstuna |          |
| D        | Ivan Lurati   | Bellinzona     |          |
| A        | Ivan Facchin  | Bellinzona     |          |
| D        | Andrea Padula | Wil            |          |

## Risultati

### Challenge League

#### Prima fase, girone di andata
| Arbitro: | Schärli |

|  |           |          |
|  | Marcatori | 62’ Duah |

| Arbitro: | Gianforte |

|                                     |           |  |
| Geissmann 47’ Zeqiri 54’ Turkeš 68’ | Marcatori |  |

| Arbitro: | Wolfensberger |

|                 |           |  |
| Ulrich 16’, 53’ | Marcatori |  |

| Arbitro: | Turkeš |

|                                             |           |                          |
| Bahloul 38’, 57’ Leo 50’ (aut.) Pollero 73’ | Marcatori | 4’ Rossini 33’ Schneuwly |

| Arbitro: | Horisberger |

|                             |           |                     |
| Bahloul 9’ Rossi 31’ (rig.) | Marcatori | 1’ Çiçek 90’ Sutter |

| Arbitro: | Cibelli |

|             |           |  |
| Sessolo 44’ | Marcatori |  |

| Arbitro: | Horisberger |

|                            |           |  |
| Parapar 5’ Ndongo 31’, 71’ | Marcatori |  |

| Arbitro: | Turkeš |

|  |           |                              |
|  | Marcatori | 56’ (aut.) Lurati 77’ Radice |

| Arbitro: | von Mandach |

|                                            |           |                       |
| Gjorgjev 6’ Subotić 11’ Khalifa 17’ (rig.) | Marcatori | 10’ Rossi 54’ Marzouk |

#### Prima fase, girone di ritorno
| Arbitro: | Hänni |

|  |           |              |
|  | Marcatori | 53’ Zé Turbo |

| Arbitro: | Turkeš |

|  |           |              |
|  | Marcatori | 7’ Dzonlagic |

| Arbitro: | Horisberger |

|                     |           |             |
| Lekaj 36’ Buess 83’ | Marcatori | 79’ Almeida |

| Arbitro: | Kanagasingam |

|                                     |           |                           |
| Antunes 20’ Bahloul 36’ Marzouk 80’ | Marcatori | 72’ Kukuruzović 75’ Koura |

| Arbitro: | von Mandach |

|            |           |                                                 |
| Schmied 8’ | Marcatori | 20’, 79’ Pollero 76’ (aut.) Kamberi 90’ Marzouk |

| Arbitro: | Gianforte |

|                  |           |                         |
| Marzouk 21’, 41’ | Marcatori | 36’ Ndongo 54’ Lahiouel |

| Arbitro: | Kanagasingam |

|                                              |           |                                |
| Milinceanu 7’ Çiçek 9’ Simani 17’ Schmid 29’ | Marcatori | 51’ Almeida 76’ (rig.) Bahloul |

| Arbitro: | Turkeš |

|  |           |           |
|  | Marcatori | 59’ Pusic |

| Arbitro: | Dudic |

|                                       |           |                                     |
| Schneuwly 14’ Rossini 43’ Alounga 75’ | Marcatori | 42’ Bahloul 90’ Almeida 90’ Pollero |

#### Seconda fase, girone di andata
| Arbitro: | Schärli |

|             |           |             |
| Pollero 26’ | Marcatori | 71’ Wittwer |

| Arbitro: | von Mandach |

|                                            |           |                            |
| Sliskovic 23’ (rig.) Buess 37’ Spiegel 65’ | Marcatori | 69’ Antunes 90’ Malinowski |

| Arbitro: | Wolfensberger |

|  |           |                                 |
|  | Marcatori | 30’ (rig.) Turkeš 73’ Schneuwly |

| Vaduz 16 febbraio 2020, ore 15:00 CET 22ª giornata | Vaduz  | 0 – 0 referto | Chiasso | Rheinpark (1 422 spett.)\| Arbitro: \| Turkeš \| |
| Arbitro:                                           | Turkeš |               |         |                                                  |

| Arbitro: | Dudic |

|                       |           |  |
| Bahloul 15’ Čyžas 45’ | Marcatori |  |

| Arbitro: | Jancevski |

|                |           |            |
| Ndongo 4’, 56’ | Marcatori | 3’ Almeida |

| Arbitro: | Gianforte |

|                 |           |             |
| Tahipi 66’, 81’ | Marcatori | 70’ Rossini |

| Arbitro: | Turkeš |

|                     |           |                                    |
| Affolter 73’ (aut.) | Marcatori | 65’ Zverotić 85’ Balaj 90’ Neumayr |

| Arbitro: | Staubli |

|                                                  |           |             |
| Follonier 7’ Dzonlagic 8’ Hoxha 39’ Abubakar 45’ | Marcatori | 89’ Antunes |

#### Seconda fase, girone di ritorno
| Arbitro: | von Mandach |

|              |           |             |
| Piccinni 19’ | Marcatori | 78’ Qollaku |

| Arbitro: | Huwiler |

|                     |           |           |
| Zeqiri 7’ Ndoye 17’ | Marcatori | 39’ Čyžas |

| Arbitro: | Kanagasingam |

|                       |           |                                                  |
| Čyžas 47’ Bahloul 78’ | Marcatori | 14’ Abubakar 23’ Yesilcayir 63’ Busset 70’ Hoxha |

| Arbitro: | Jancevski |

|                                 |           |              |
| Schneider 11’ Chagas 84’ (rig.) | Marcatori | 81’ Piccinni |

| Arbitro: | Schärli |

|  |           |                           |
|  | Marcatori | 70’ Sliskovic 90’ Mahamid |

| Arbitro: | San |

|                                   |           |                       |
| Schindelholz 31’ Jacot 74’ (aut.) | Marcatori | 42’ Bahloul 76’ Hadzi |

| Arbitro: | Huwiler |

|                    |           |                       |
| Bahloul 78’ (rig.) | Marcatori | 31’ (rig.), 37’ Çiçek |

| Arbitro: | Staubli |

|            |           |             |
| Fazliu 29’ | Marcatori | 45’ Antunes |

| Arbitro: | Schärli |

|                       |           |                    |
| Antunes 43’, 54’, 60’ | Marcatori | 66’ (rig.) Mutombo |

### Coppa Svizzera
| Bulle 17 agosto 2019, ore 18:00 CEST Primo turno                   | Bulle     | 2 – 1 (d.t.s.) referto | Chiasso | Stade de Bouleyres (480 spett.) |
| \| \| \| \| \| Yenni 45’ Ndiaye 111’ \| Marcatori \| 4’ Pollero \| |           |                        |         |                                 |
|                                                                    |           |                        |         |                                 |
| Yenni 45’ Ndiaye 111’                                              | Marcatori | 4’ Pollero             |         |                                 |

## Statistiche

### Statistiche di squadra
| Competizione     | Punti | In casa | In casa | In casa | In casa | In casa | In casa | In trasferta | In trasferta | In trasferta | In trasferta | In trasferta | In trasferta | Totale | Totale | Totale | Totale | Totale | Totale | DR  |
| Competizione     | Punti | G       | V       | N       | P       | Gf      | Gs      | G            | V            | N            | P            | Gf           | Gs           | G      | V      | N      | P      | Gf     | Gs     | DR  |
| ---------------- | ----- | ------- | ------- | ------- | ------- | ------- | ------- | ------------ | ------------ | ------------ | ------------ | ------------ | ------------ | ------ | ------ | ------ | ------ | ------ | ------ | --- |
| Challenge League | 23    | 18      | 4       | 4       | 10      | 22      | 30      | 18           | 1            | 4            | 13           | 22           | 40           | 36     | 5      | 8      | 23     | 44     | 70     | -26 |
| Coppa Svizzera   | -     | 0       | 0       | 0       | 0       | 0       | 0       | 1            | 0            | 0            | 1            | 1            | 2            | 1      | 0      | 0      | 1      | 1      | 2      | -1  |
| Totale           | 23    | 18      | 4       | 4       | 10      | 22      | 30      | 19           | 1            | 4            | 14           | 23           | 42           | 37     | 5      | 8      | 24     | 45     | 72     | -27 |

### Andamento in campionato
| Giornata  | 1 | 2  | 3  | 4 | 5  | 6  | 7  | 8  | 9  | 10 | 11 | 12 | 13 | 14 | 15 | 16 | 17 | 18 | 19 | 20 | 21 | 22 | 23 | 24 | 25 | 26 | 27 | 28 | 29 | 30 | 31 | 32 | 33 | 34 | 35 | 36 |
| --------- | - | -- | -- | - | -- | -- | -- | -- | -- | -- | -- | -- | -- | -- | -- | -- | -- | -- | -- | -- | -- | -- | -- | -- | -- | -- | -- | -- | -- | -- | -- | -- | -- | -- | -- | -- |
| Luogo     | C | T  | T  | C | C  | T  | T  | C  | T  | C  | C  | T  | C  | T  | C  | T  | C  | T  | C  | T  | C  | T  | C  | T  | T  | C  | T  | C  | T  | C  | T  | C  | T  | C  | T  | C  |
| Risultato | P | P  | P  | V | N  | P  | P  | P  | P  | P  | P  | P  | V  | V  | N  | P  | P  | N  | N  | P  | P  | N  | V  | P  | P  | P  | P  | N  | P  | P  | P  | P  | N  | P  | N  | V  |
| Posizione | 9 | 10 | 10 | 9 | 10 | 10 | 10 | 10 | 10 | 10 | 10 | 10 | 10 | 10 | 10 | 10 | 10 | 10 | 10 | 10 | 10 | 10 | 10 | 10 | 10 | 10 | 10 | 10 | 10 | 10 | 10 | 10 | 10 | 10 | 10 | 10 |

Legenda:

Luogo: C = Casa; T = Trasferta. Risultato: V = Vittoria; N = Pareggio; P = Sconfitta.

### Statistiche dei giocatori
| Giocatore     | Challenge League | Challenge League | Challenge League | Challenge League | Coppa Svizzera | Coppa Svizzera | Coppa Svizzera | Coppa Svizzera | Totale   | Totale | Totale      | Totale     |
| Giocatore     | Presenze         | Reti             | Ammonizioni      | Espulsioni       | Presenze       | Reti           | Ammonizioni    | Espulsioni     | Presenze | Reti   | Ammonizioni | Espulsioni |
| ------------- | ---------------- | ---------------- | ---------------- | ---------------- | -------------- | -------------- | -------------- | -------------- | -------- | ------ | ----------- | ---------- |
| I. Aliu       | 10               | 0                | 3                | 0                | 0              | 0              | 0              | 0              | 10       | 0      | 3           | 0          |
| M. Almeida    | 18               | 4                | 1                | 0                | 0              | 0              | 0              | 0              | 18       | 4      | 1           | 0          |
| S. Andrist    | 0                | 0                | 0                | 0                | 0              | 0              | 0              | 0              | 0        | 0      | 0           | 0          |
| A. Antunes    | 20               | 7                | 4                | 0                | 0              | 0              | 0              | 0              | 20       | 7      | 4           | 0          |
| G. Aquaro     | 5                | 0                | 2                | 0                | 0              | 0              | 0              | 0              | 5        | 0      | 2           | 0          |
| J. Ardaiz     | 0                | 0                | 0                | 0                | 0              | 0              | 0              | 0              | 0        | 0      | 0           | 0          |
| S. Bahloul    | 32               | 10               | 5                | 0                | 1              | 0              | 0              | 0              | 33       | 10     | 5           | 0          |
| A. Bellante   | 1                | 0                | 0                | 0                | 1              | 0              | 0              | 0              | 2        | 0      | 0           | 0          |
| E. Berzati    | 11               | 0                | 4                | 0                | 0              | 0              | 0              | 0              | 11       | 0      | 4           | 0          |
| N. Blasucci   | 0                | 0                | 0                | 0                | 0              | 0              | 0              | 0              | 0        | 0      | 0           | 0          |
| L. Clément    | 0                | 0                | 0                | 0                | 0              | 0              | 0              | 0              | 0        | 0      | 0           | 0          |
| B. Conus      | 18               | 0                | 4                | 0                | 1              | 0              | 0              | 0              | 19       | 0      | 4           | 0          |
| J. D'Ippolito | 0                | 0                | 0                | 0                | 0              | 0              | 0              | 0              | 0        | 0      | 0           | 0          |
| F. Dixon      | 24               | 0                | 2                | 0                | 1              | 0              | 1              | 0              | 25       | 0      | 3           | 0          |
| S. Doldur     | 13               | 0                | 3                | 1                | 0              | 0              | 0              | 0              | 13       | 0      | 3           | 1          |
| H. Epitaux    | 18               | 0                | 6                | 0                | 1              | 0              | 0              | 0              | 19       | 0      | 6           | 0          |
| I. Facchin    | 1                | 0                | 0                | 0                | 0              | 0              | 0              | 0              | 1        | 0      | 0           | 0          |
| N. Fernando   | 0                | 0                | 0                | 0                | 0              | 0              | 0              | 0              | 0        | 0      | 0           | 0          |
| G. Gamarra    | 32               | 0                | 13               | 1                | 1              | 0              | 0              | 0              | 33       | 0      | 13          | 1          |
| F. Gomes      | 4                | 0                | 0                | 0                | 1              | 0              | 0              | 0              | 5        | 0      | 0           | 0          |
| A. Guarnone   | 17               | 0                | 3                | 0                | 0              | 0              | 0              | 0              | 17       | 0      | 3           | 0          |
| M. Hadzi      | 16               | 1                | 2                | 0                | 1              | 0              | 1              | 0              | 17       | 1      | 3           | 0          |
| K. Hajrizi    | 26               | 0                | 11               | 0                | 1              | 0              | 0              | 0              | 27       | 0      | 11          | 0          |
| M. Hilali     | 1                | 0                | 0                | 0                | 0              | 0              | 0              | 0              | 1        | 0      | 0           | 0          |
| R. Huser      | 31               | 0                | 6                | 0                | 1              | 0              | 0              | 0              | 32       | 0      | 6           | 0          |
| L. Ibderdemaj | 5                | 0                | 0                | 0                | 0              | 0              | 0              | 0              | 5        | 0      | 0           | 0          |
| L. Jacot      | 18               | 0                | 2                | 0                | 0              | 0              | 0              | 0              | 18       | 0      | 2           | 0          |
| R. Keller     | 6                | 0                | 0                | 0                | 0              | 0              | 0              | 0              | 6        | 0      | 0           | 0          |
| L. Kryeziu    | 13               | 0                | 1                | 0                | 0              | 0              | 0              | 0              | 13       | 0      | 1           | 0          |
| I. Lurati     | 9                | 0                | 2                | 0                | 1              | 0              | 1              | 0              | 10       | 0      | 3           | 0          |
| M. Magnin     | 0                | 0                | 0                | 0                | 0              | 0              | 0              | 0              | 0        | 0      | 0           | 0          |
| S. Malinowski | 3                | 1                | 0                | 0                | 0              | 0              | 0              | 0              | 3        | 1      | 0           | 0          |
| B. Martignoni | 21               | 0                | 3                | 0                | 0              | 0              | 0              | 0              | 21       | 0      | 3           | 0          |
| M. Martorana  | 8                | 0                | 0                | 0                | 0              | 0              | 0              | 0              | 8        | 0      | 0           | 0          |
| Y. Marzouk    | 10               | 5                | 1                | 0                | 0              | 0              | 0              | 0              | 10       | 5      | 1           | 0          |
| J. Nzila      | 10               | 0                | 0                | 0                | 0              | 0              | 0              | 0              | 10       | 0      | 0           | 0          |
| A. Padula     | 13               | 0                | 1                | 0                | 0              | 0              | 0              | 0              | 13       | 0      | 1           | 0          |
| M. Piccinni   | 14               | 2                | 2                | 0                | 0              | 0              | 0              | 0              | 14       | 2      | 2           | 0          |
| R. Pollero    | 17               | 5                | 2                | 0                | 1              | 1              | 0              | 0              | 18       | 6      | 2           | 0          |
| V. Pugliese   | 9                | 0                | 2                | 1                | 0              | 0              | 0              | 0              | 9        | 0      | 2           | 1          |
| F. Ronchetti  | 0                | 0                | 0                | 0                | 0              | 0              | 0              | 0              | 0        | 0      | 0           | 0          |
| K. Rossi      | 15               | 2                | 3                | 0                | 1              | 0              | 0              | 0              | 16       | 2      | 3           | 0          |
| P. Rossini    | 7                | 1                | 1                | 0                | 0              | 0              | 0              | 0              | 7        | 1      | 1           | 0          |
| P. Senderos   | 3                | 0                | 1                | 0                | 0              | 0              | 0              | 0              | 3        | 0      | 1           | 0          |
| M. Sifneos    | 0                | 0                | 0                | 0                | 0              | 0              | 0              | 0              | 0        | 0      | 0           | 0          |
| S. Silva      | 0                | 0                | 0                | 0                | 0              | 0              | 0              | 0              | 0        | 0      | 0           | 0          |
| A. Stabile    | 0                | 0                | 0                | 0                | 0              | 0              | 0              | 0              | 0        | 0      | 0           | 0          |
| L. Stević     | 0                | 0                | 0                | 0                | 0              | 0              | 0              | 0              | 0        | 0      | 0           | 0          |
| A. Sörensen   | 0                | 0                | 0                | 0                | 0              | 0              | 0              | 0              | 0        | 0      | 0           | 0          |
| L. Tonelli    | 0                | 0                | 0                | 0                | 0              | 0              | 0              | 0              | 0        | 0      | 0           | 0          |